# Synagoge (Hainburg an der Donau)

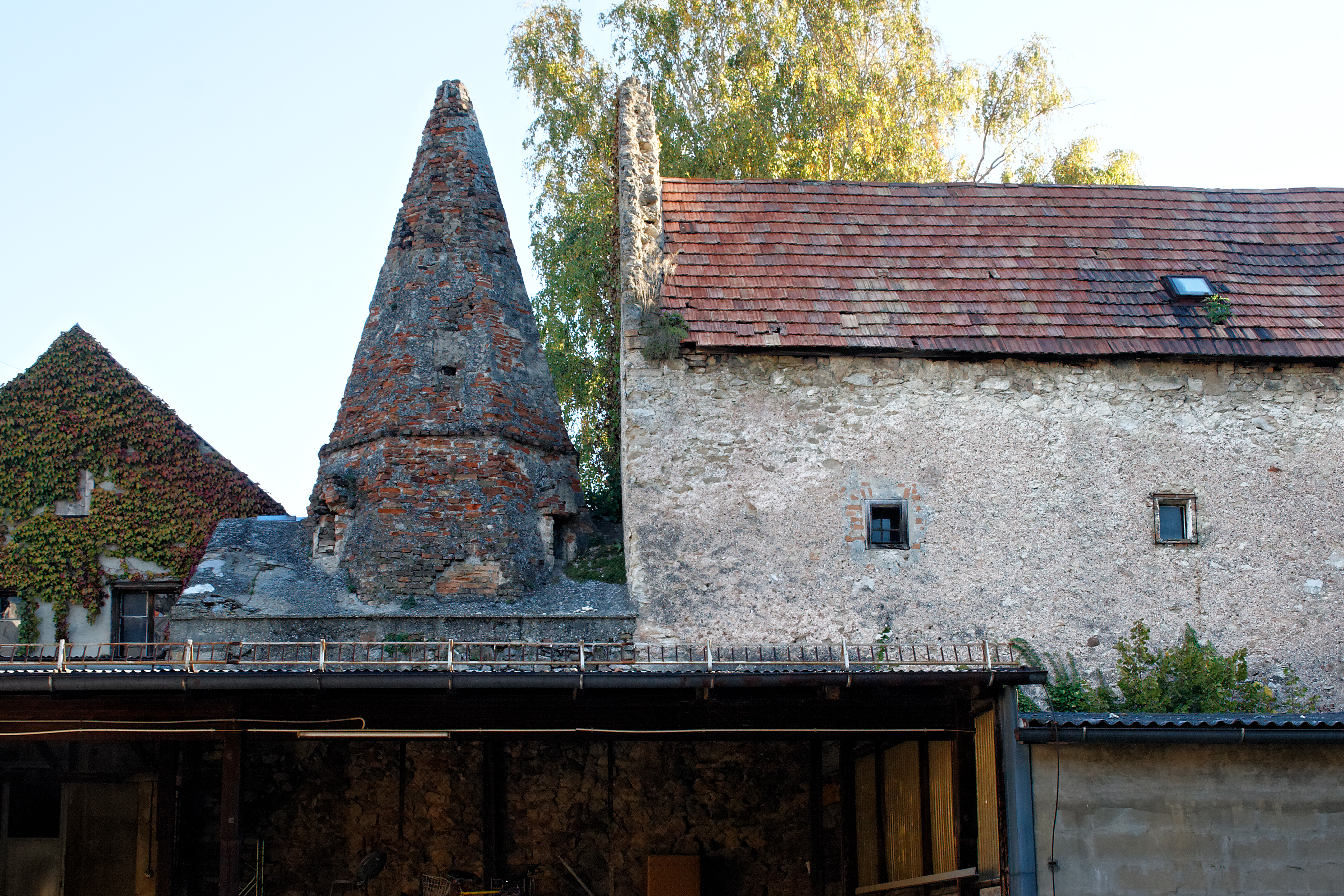
Synagoge in Hainburg an der Donau

Die Synagoge in Hainburg an der Donau, eine Stadtgemeinde im Bezirk Bruck an der Leitha in Niederösterreich, wurde im 14. Jahrhundert errichtet. Die profanierte Synagoge an der Wiener Straße 9 ist ein geschütztes Baudenkmal. 
Der rechteckige Bau aus Bruchstein befindet sich im Hof des Hauses. Die Giebelmauern überragen das jetzige Dach, da der Bau ursprünglich höher war. Im Inneren wurden Zwischendecken eingezogen. Der Keller hat teilweise ein geschaltes Steingewölbe, am Abgang zum Keller befindet sich ein gefaster Bogen. 
Nördlich steht ein turmartiger Bau über einem quadratischen Grundriss mit einem polygonalen Helm aus Ziegeln, der ursprünglich eine Kreuzblume trug.